# Coleophora phlomidella
Coleophora phlomidella é uma espécie de mariposa do gênero Coleophora pertencente à família Coleophoridae.